# 중리동 (이천시)
중리동(中里洞)은 대한민국 경기도 이천시의 시내 남쪽에 위치한 동이다.

## 개요
1996년 3월 1일 이천군이 이천시로 승격되면서 이천읍이 분동되었으며 그해 5월 1일 대월면의 4개리 (단월, 대포, 장록, 고담리)가 중리동으로 편입되었다. 중리동은 옛 명칭도 ‘중리’로서 글자 그대로 "가운데 위치한 마을이란 뜻"이다. 

## 법정동
- 중리동(中里洞)
- 증일동(曾日洞)
- 율현동(栗峴洞)
- 진리동(陳里洞)
- 단월동(丹月洞)
- 대포동(大浦洞)
- 고담동(高潭洞)
- 장록동(長錄洞)

## 교육
- 이천남초등학교
- 이천단월초등학교

## 문화재
- 이천 중리 삼층석탑 - 경기도 유형문화재 제106호
- 서희 동상

## 기관
- 이천시청
- 이천역

## 아파트
| 단지명                            | 건설사              | 시행사                     | 주소 | 입주               | 비고 |
| --------------------------------- | ------------------- | -------------------------- | ---- | ------------------ | ---- |
| 이천 중리지구 신안인스빌 퍼스티지 | ㈜신안              | ㈜관악                     |      | 2026년 11월 (예정) |      |
| 이천 중리지구 우미린 어반퍼스트   | 우미건설            | 이천중리제일차피에프브이㈜ |      | 2026년 6월 (예정)  |      |
| 이천 중리지구 우미린 트리쉐이드   | 우미건설 ㈜부원건설 | 우미건설 ㈜부원건설        |      | 2026년 2월 (예정)  |      |